# 屈宏義
屈宏義（1962年—），生於台灣，中華民國陸軍前軍官、商人、政治人物，復康聯盟黨創黨主席。於2025年因違反國家安全法，接受中華人民共和國資助在台灣組織叛軍遭起訴。

## 生平
畢業於中華民國陸軍官校，之後成為陸軍軍官。
自中華民國陸軍退役後，至中華人民共和國經商。2002年，屈宏義以無黨籍身份參選台中市第三選區市議員，未當選。
2019年，結識中國深圳市新四軍研究會會長張昌國等人，接受中國共產黨資助，回台灣收集軍事及政治情報，並吸收中華民國軍人，建立情報組織。屈宏義向中國方面提出計劃書，準備建立組織，發展政黨，並計劃在台灣建立武裝組織，從事政治暗殺與政變活動，以協助中國人民解放軍進佔台灣。之後獲得中國提供超過新台幣一千萬元的資金。
同年，屈宏義經由軍中人脈，吸收13名軍校同學，除了收集中華民國國軍的將軍名冊與軍校畢業名冊之外，也招待他們至中國旅遊，加入計畫中。屈宏義與其同謀，收集美國在台協會以及台灣軍事基地的座標與布署資料，送交中國。吸收親共份子，成立武裝狙擊組織，預謀進行軍事攻擊。
2023年，向中華民國內政部申請成立復康聯盟黨，任黨主席，提名男演員劉尚謙及三位地方人士參選立委。屈宏義由中國方面取得約200萬元的競選資金。
2022年，苗栗地檢署偵辦苗栗縣議員候選人黃桂坤疑涉收受中國資金參選，違反反滲透法案件。追查中發現復康聯盟黨成員疑涉違反國家安全法，將案件交由台中高分檢偵辦。2024年，台中高分檢以違反國安法與反滲透法等罪名，起訴屈宏義以及其同謀共7人。中華民國內政部向憲法法庭聲請解散復康聯盟黨。2025年6月26日，台中高分院一審以違反國安法為由判其10年徒刑。2025年7月18日，中華民國內政部要求「復康聯盟黨」解散。